# Четвёртая книга Маккавейская
Четвёртая книга Маккавейская, или «О владычестве разума» (др.-греч. Μακκαβαίων Δ' Παράρτημα) — апокрифическое произведение раннехристианской литературы.

## Описание
Восхваляет превосходство разума над страстью. В нём библейское учение соединяется с античной философией. 
Эта книга является философским дискурсом на тему «благочестивый разум побеждает аффекты» и более подробно, чем во Второй книге Маккавейской, описывает мученичество Маккавеев, (семи братьев, их матери и учителя, которые стали жертвами гонений Антиоха IV Эпифана на евреев) на которые автор ссылается в качестве примера. 
Отличительной чертой книги является переплетение греческой философии и традиционных еврейских мотивов. 
Книга служит первоклассным образцом сочинения в стиле «азиатской» школы и единственным значительным сохранившимся образцом греческой риторики в еврейской литературе. В ней библейское учение соединяется с античным, что характерно для александрийских и иудейских произведений.
Наряду с Псалмами Соломона и Одами входило в древнейшие рукописи Септуагинты, но в число неканонических книг славяно-русской Библии и число второканонических книг в католицизме не вошло.
Написано, по всей вероятности в первом веке нашей эры в 90-х годах (по другим сведениям — в 18—37 годах н. э.) в Сирии или Малой Азии.
Иероним Стридонский и Евсевий Кесарийский считали, что её автором является Иосиф Флавий.
Автором, возможно, является Иосиф Флавий, так как эта книга приписывается ему и помещается в конце его сочинений, однако подтверждений, что автором сочинения является вышеупомянутый римский историк, нет; и никому доподлинно не известно, кто в действительности написал эту книгу.
Книга помещается в приложении к Ветхому Завету в греческой Библии.
Она помещается в Александрийском кодексе, а также в Грузинской Библии, но не принята ни православной, ни католической церковью. Однако на неё часто ссылаются святые отцы. 
Первоначально находилась после Третьей Маккавейской книги и перед Псалтирью, но помещённая в приложении в православном каноне.
Изначально книга носила название «О самообладании и силе суждений», но оно не прижилось и было заменено на современное.
В московском издании 1821, переведённом с греческого подлинника, произведение носило заголовок «О Маккавеях слово Четвёртое».

## Переводы
Перевод книги на русский язык был осуществлён епископом православной церкви Порфирием Успенским в XIX веке наряду с переводами некоторых других библейских книг. Труды Кіевской Духовной академіи, 1873, № 11. — С. 69—107.